# ریدزویل (جورجیا)
ریدزویل، جورجیا (به انگلیسی: Reidsville, Georgia) یک شهر در ایالات متحده آمریکا با جمعیت ۲٬۲۳۵ نفر است که در جورجیا واقع شده‌است.

## موقعیت جغرافیایی
موقعیت جغرافیایی شهرها و مناطق اطراف به شرح زیر است: